# Olympische Sommerspiele 2000/Teilnehmer (Haiti)
| Gelbes Symbol für Goldmedaillen mit stilisierten Olympischen Ringen | Graues Symbol für Silbermedaillen mit stilisierten Olympischen Ringen | Braundes Symbol für Bronzemedaillen mit stilisierten Olympischen Ringen |
| ------------------------------------------------------------------- | --------------------------------------------------------------------- | ----------------------------------------------------------------------- |
| —                                                                   | —                                                                     | —                                                                       |

Haiti nahm an den Olympischen Sommerspielen 2000 in der australischen Metropole Sydney mit einer Delegation von fünf Athleten, drei Männer und zwei Frauen, teil.
Es war ihre zwölfte Teilnahme Haitis an Olympischen Sommerspielen.

## Flaggenträger
Die Leichtathletin Nadine Faustin trug die Flagge Haitis während der Eröffnungsfeier im Stadium Australia.

## Teilnehmer nach Sportarten

### Judo
Männer
- Ernst Laraque
Leichtgewicht: Niederlage gegen Vsevolods Zeļonijs (nicht für die nächste Runde qualifiziert)

### Leichtathletik
Männer
- Gerald Clervil
400 m: 46,69 s (nicht für die nächste Runde qualifiziert)
- Dudley Dorival
110 Meter Hürden: 13,33 s (erste Runde), 13,49 s (zweite Runde), 13,35 s (Halbfinale), 13,49 s (Finale, Endplatzierung 7. Platz)

Frauen
- Nadine Faustin
13,13 s (erste Runde), 13,25 s (zweite Runde, nicht für die nächste Runde qualifiziert)

### Tennis
Frauen
- Neyssa Etienne
Einzel: Niederlage gegen Silvija Talaja (nicht für die nächste Runde qualifiziert)